# Sabine Berghahn
Sabine Berghahn (* 1952 in Detmold) ist eine deutsche Juristin, Journalistin, Politikwissenschaftlerin und Privatdozentin.

## Leben
Nach dem Abitur in München studierte Sabine Berghahn Rechtswissenschaft an der Universität München und legte 1977 ihr erstes  juristisches Staatsexamen ab. Es folgte eine Referendarzeit in München und Augsburg und 1980 das zweite juristische Staatsexamen. Berghahn promovierte 1991 am Fachbereich Rechtswissenschaft der Freien Universität Berlin und habilitierte sich 1999 als Politikwissenschaftlerin. Nach 1999 war sie Privatdozentin am Otto-Suhr-Institut für Politikwissenschaft der Freien Universität Berlin und hatte dort von 2002 und bis 2009 eine C2-Stelle inne.
Berghahn arbeitete in mehreren interdisziplinären Forschungsprojekten und in Verwaltungsberatungsprojekten mit und hielt seit 1986 diverse Stellen in Forschung und Lehre in Berlin, insbesondere war sie ab 1986 Dozentin am Fachbereich politische Wissenschaft der Freien Universität Berlin. Sie übte Vertretungsprofessuren an Universitäten und Fachhochschulen in Bremen, Cottbus und Münster aus, war Gastwissenschaftlerin am Wissenschaftszentrum Berlin und zwischenzeitlich als Rechtsanwältin, Journalistin und freie Wissenschaftlerin tätig. Sie leitete 2004 bis 2006 das von der Hans-Böckler-Stiftung geförderte „Projekt Ernährermodell“ der Freien Universität Berlin. Von 2006 bis 2009 war sie am U-Forschungsprojekt zum islamischen Kopftuch beteiligt und leitete dort das deutsche Länderteam. Bis September 2009 war sie hauptberuflich als Dozentin am Otto-Suhr-Institut für Politikwissenschaft (OSI) tätig.
Von 2009 bis 2012 war sie Gastprofessorin an der Hochschule für Wirtschaft und Recht Berlin, 2013 wissenschaftliche Mitarbeiterin am Harriet-Taylor-Mill-Institut und 2012–2013 Vertretungsprofessorin an der Westfälischen Wilhelms-Universität in Münster im Institut für Politikwissenschaft. Anschließend war sie selbständige Wissenschaftlerin, ab 2015 Rechtsanwältin und zugleich Privatdozentin am OSI der FU Berlin.
Berghahn ist Autorin zahlreicher wissenschaftlicher Beiträge zur Frauen- und Geschlechterpolitik und Herausgeberin mehrerer Rechtsratgeber.
Ihre Arbeitsschwerpunkte sind rechtliche Grundlagen der Politik und Verfassungsrecht, die Entwicklung der Geschlechtergleichstellung und Antidiskriminierung sowie die Familien- und Migrationspolitik.

## Werke
- Susanne Baer, Sabine Berghahn: Auf dem Weg zu einer feministischen Rechtskultur? Deutsche und US-amerikanische Ansätze. In: Birgit Sauer, Teresa Kulawik: Der Halbierte Staat. Grundlagen feministischer Politikwissenschaft, Campus Verlag, 1996, ISBN 3-593-35414-4, S. 223–280
- Christoph Butterwegge, Martin Kutscha, Sabine Berghahn (Hrsg.): Herrschaft des Marktes – Abschied vom Staat? Folgen neoliberaler Modernisierung für Gesellschaft, Recht und Politik, Baden-Baden 1999.
- Sabine Berghahn: Ehegrundrecht versus Gleichberechtigung? Tendenzen der steuerlichen Verfassungsrechtsprechung zu Art. 6 Abs. 1 Grundgesetz. In: femina politica 1 (2003), S. 46–55.
- Sabine Berghahn: Ist die Institution Ehe eine Gleichstellungsbarriere im Geschlechterverhältnis in Deutschland? In: Maria Oppen, Dagmar Simon (Hrsg.): Verharrender Wandel. Institutionen und Geschlechterverhältnisse, Berlin 2004, S. 99–138.
- Sabine Berghahn: Der Ehegattenunterhalt und seine Überwindung auf dem Weg zur individualisierten Existenzsicherung. In: Sigrid Leitner: Wohlfahrtsstaat und Geschlechterverhältnis im Umbruch: Was kommt nach dem Ernährermodell?, VS Verlag, 2004, ISBN 3-8100-3934-9, S. 105–131.
- Sabine Berghahn: Geschlechtergleichstellung und Bedarfsgemeinschaft: Vorwärts in die Vergangenheit des Ernährermodells? (PDF; 373 kB), Vortrag im IAB (Institut für Arbeitsmarkt- und Berufsforschung der Bundesagentur für Arbeit) am 14. September 2005 in Nürnberg, Online-Fassung vom 30. September 2005.
- Sabine Bergham, Maria Wersig: Auf dem Weg zum Zweiverdienermodell? Rechtliche und politische Grundlagen des männlichen Ernährermodells (Memento vom 20. August 2008 im Internet Archive), Vortrag, am 15. November 2004 im Rahmen der GenderLectures des GenderKompetenzZentrums Berlin gehalten und im März 2005 für die Druckfassung überarbeitet.
- Sabine Berghahn, Maria Wersig: Keine Einkommensanrechnung bei Ehen ohne Trauschein! – Das Sozialgericht Düsseldorf problematisiert die Zwangsvergemeinschaftung heterosexueller Paare (PDF; 143 kB), 23. Februar 2005.
- Sabine Berghahn, Maria Wersig: Vergemeinschaftung von (Ehe-)Partnern durch die Reformen der Agenda 2010 – eine Rückkehr zum Geschlechtervertrag des 19. Jahrhunderts? (PDF; 54 kB) In: Femina Politica 14, 2 (2005), S. 84–95.
- Sabine Berghahn, Maria Wersig: Eigenverantwortung auch für Frauen? Hartz IV im Spannungsfeld zwischen Individualisierung und Zwangsvergemeinschaftung. In: Job-Gipfel!, spw 3, 2005, S. 29–31.
- Sabine Berghahn, Maria Wersig: Wer zahlt den Preis für die Überwindung der Hausfrauenehe? In: Familie – Partnerschaft – Recht 12 (2005), S. 508–510.
- Sabine Berghahn, Maria Wersig: Homoeheähnlich (Kommentar zu einer Entscheidung des SG Düsseldorf). In: Blätter für deutsche und internationale Politik, Heft 5 (2005), S. 528–532.
- Maria Wersig, Annegret Künzel, Sabine Berghahn: Ehezentrierung statt staatsbürgerlicher Solidarität der Geschlechter – wohin führen die Reformen im deutschen System der Existenzsicherung?. In: Ursula Degener, Beate Rosenzweig (Hrsg.): Die Neuverhandlung sozialer Gerechtigkeit: Feministische Analysen und Perspektiven, VS Verlag, Wiesbaden 2006, ISBN 3-531-15055-3, S. 301–320.
- Sabine Berghahn, Maria Wersig: Was sucht der Sozialstaat in Schrank und Bett? Zur Debatte um Sozialleistungsmissbrauch durch „eheähnlich“ Zusammenlebende. In: Detlef Georgia Schulze, Sabine Berghahn, Frieder Otto Schulze (Hrsg.): Politisierung und Ent-Politisierung als performative Praxis. Westfälisches Dampfboot, Münster 2006, S. 100–117.
- Sabine Berghahn u. a.: Ehegattenunterhalt und sozialrechtliches Subsidiaritätsprinzip als Hindernisse für eine konsequente Gleichstellung von Frauen in der Existenzsicherung (PDF; 868 kB), Projektbericht (Mediumfassung), Freie Universität Berlin, Januar 2007.
- Sabine Berghahn: Das System des Ehegattenunterhalts – ein Konzept für das 21. Jahrhundert? In: Sabine Berghahn (Hrsg.): Unterhalt und Existenzsicherung. Recht und Wirklichkeit in Deutschland, 2007, S. 27–54.
- Sabine Berghahn: Verfassungsrecht und Verfassungswandel. Interpretationen zu Art. 3 und Art. 6 des Grundgesetzes. In: Susanne Baer, Julia Lepperhof (Hrsg.): Familie und Gleichberechtigung (Arbeitstitel), Bielefeld 2007, S. 44–68.
- Sabine Berghahn: Das Versprechen der Existenzsicherung als „double bind“. In: Kirsten Scheiwe (Hrsg.): Soziale Sicherungssysteme revisited. Existenzsicherung durch Sozial- und Familienrecht und ihre Geschlechterdimension, Baden-Baden 2007, S. 67–83.
- Sabine Berghahn, Ulrike Schultz (Hrsg.): Rechtshandbuch für Frauen- und Gleichstellungsbeauftragte. Recht von A-Z für Frauen- und Gleichstellungsbeauftragte in der Öffentlichen Verwaltung, Unternehmen und Beratungsstellen (2 Bände), Verlag Dashöfer, 2013 (aktueller Aktualisierungsstand), ISBN 978-3-931832-44-5.
- Sabine Berghahn: Die „Bedarfsgemeinschaft“ gemäß SGB II: Überwindung oder Verfestigung des männlichen Ernährermodells?. In: Jürgen Klute, Sandra Kotlenga (Hrsg.): Sozial- und Arbeitsmarktpolitik nach Hartz: Fünf Jahre Hartzreformen; Bestandsaufnahme, Analysen, Perspektiven, Universitätsverlag Göttingen 2008, ISBN 978-3-940344-33-5, S. 143–168.
- Sabine Berghahn, Gesine Fuchs (Hrsg.): Recht als feministische Politikstrategie? Schwerpunktheft der femina politica. Vol. 21 (2) 2012.